# Luchthaven Lubango
Luchthaven Lubango (IATA: SSD, ICAO: FNUD) is een luchthaven in Lubango, Angola.

## Luchtvaartmaatschappijen en Bestemmingen
- Air Namibia - Luanda, Windhoek
- Sonair - Catumbela, Luanda
- TAAG Angola Airlines - Catumbela, Huambo, Luanda, Onjiva, Windhoek